# Sitio de Siracusa (397 a. C.)
El sitio de Siracusa en 397 a. C. fue el primero de los cuatro sitios sin éxito de las fuerzas cartaginesas que acometieron contra Siracusa en 397 a 278 a. C. En represalia por el asedio de Motia por Dionisio I de Siracusa, Himilcón de la familia Magónida de Cartago lideró una fuerza considerable a Sicilia. Después de volver a tomar Motia y fundar Lilibea, Himilcón saqueo Mesina, seguido, puso sitio de Siracusa, en el otoño de 397 a. C., después de que la marina griega fuera aplastada en Catania. Los cartagineses siguieron la estrategia que los atenienses habían utilizado en 415 a. C., y tuvieron éxito en aislar a Siracusa. Una peste estalló en el campamento cartaginés en el verano de 396 a. C., en el que murieron la mayoría de las tropas. Dionisio lanzó un ataque combinado por tierra y mar contra las fuerzas cartaginesas, y Himilcón escapó con los ciudadanos cartagineses después de acordar un trato con Dionisio. Los libios sobrevivientes fueron esclavizados, los sículos se fueron mientras que los iberos se unieron a Dionisio. Dionisio comenzó a expandir su dominio, mientras que Cartago, fue debilitado por la plaga, no tomó ninguna medida hasta el 393 a. C. contra las acciones de Siracusa.